# Andrés García Robledo
Andrés García Robledo (Villar del Arzobispo, 7 de febrero de 2003) es un futbolista español que juega como defensa en el Aston Villa F. C. de la Premier League y con la selección española sub-21.

## Trayectoria
Nacido en Valencia, se unió al fútbol base del Levante U. D. en 2021 procedente del CF Inter San José, siendo inicialmente asignado al equipo juvenil del C. F. Torre Levante. En la temporada 2022-23 ascendió al filial en la Tercera Federación, debutando el 10 de septiembre de 2022 al partir como titular en una derrota por 0-1 frente al Torrent C. F. Su primer gol llegó el siguiente 6 de noviembre en la victoria por 1-0 frente al Elche C. F. Ilicitano.
Logró debutar con el primer equipo el 3 de enero de 2023 al entrar como suplente en los minutos finales de una victoria por 3-2 frente al Getafe C. F. en Copa del Rey. En abril se estrenó en la Segunda División y el 12 de enero de 2025 alcanzó los cincuenta partidos. Nueve días después dejó el club después de ser traspasado al Aston Villa F. C.
Debutó con la sub-21 en un amistoso contra la República Checa sub-21, donde empataron a 2.
Un poco después fue convocado por la baja de Yeremay para ir al europeo sub-21, donde jugó un partido contra Italia en fase de grupos.

## Clubes
Actualizado al último partido disputado el 12 de abril de 2025.
| Club                   | País       | Año       | Partidos | Goles |
| ---------------------- | ---------- | --------- | -------- | ----- |
| Atlético Levante U. D. | España     | 2022-2023 | 31       | 1     |
| Levante U. D.          | España     | 2023-2025 | 50       | 4     |
| Aston Villa F. C.      | Inglaterra | 2025-     | 10       | 0     |